# Інтронізація Імператора Японії

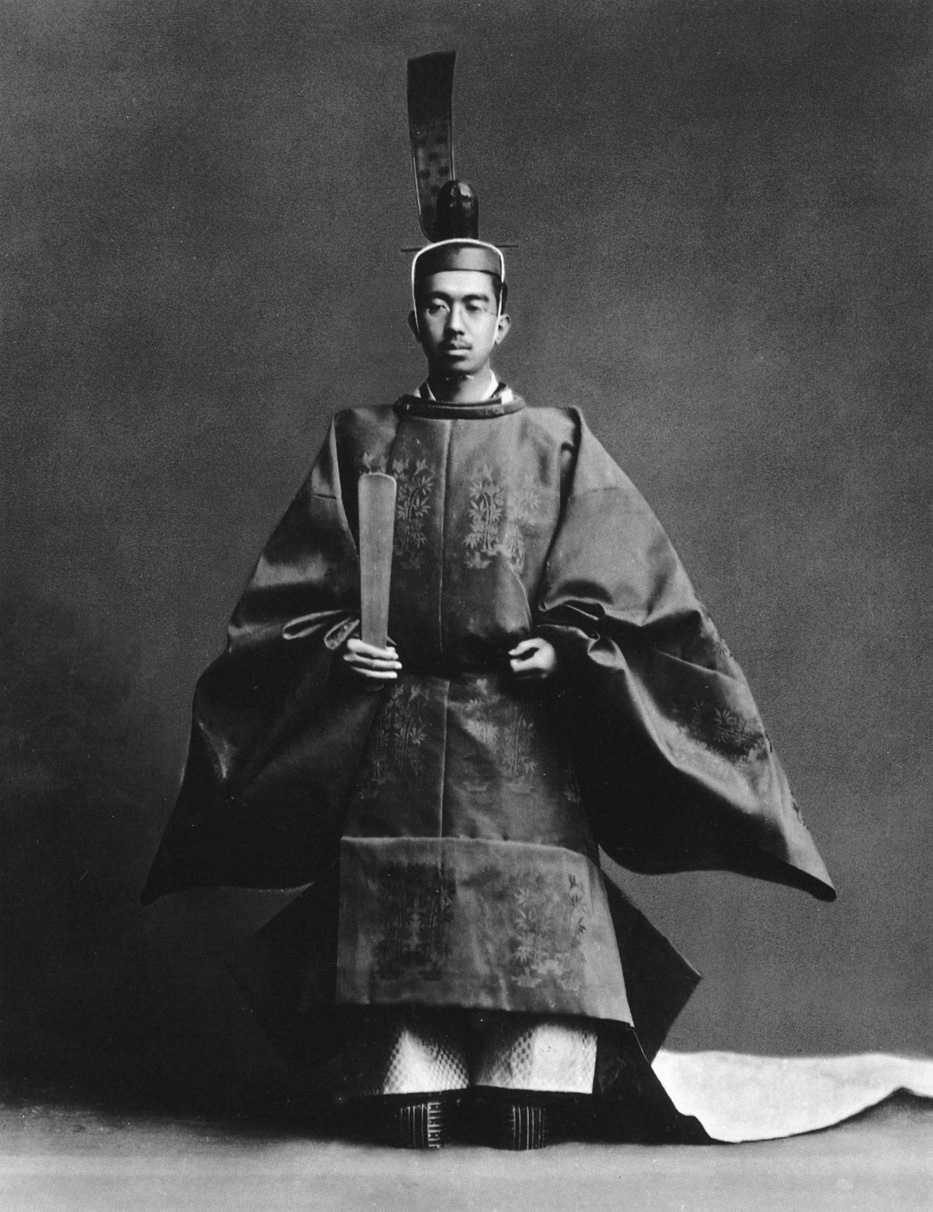
Імператор Сьова в інтронізаційних шатах (1926).

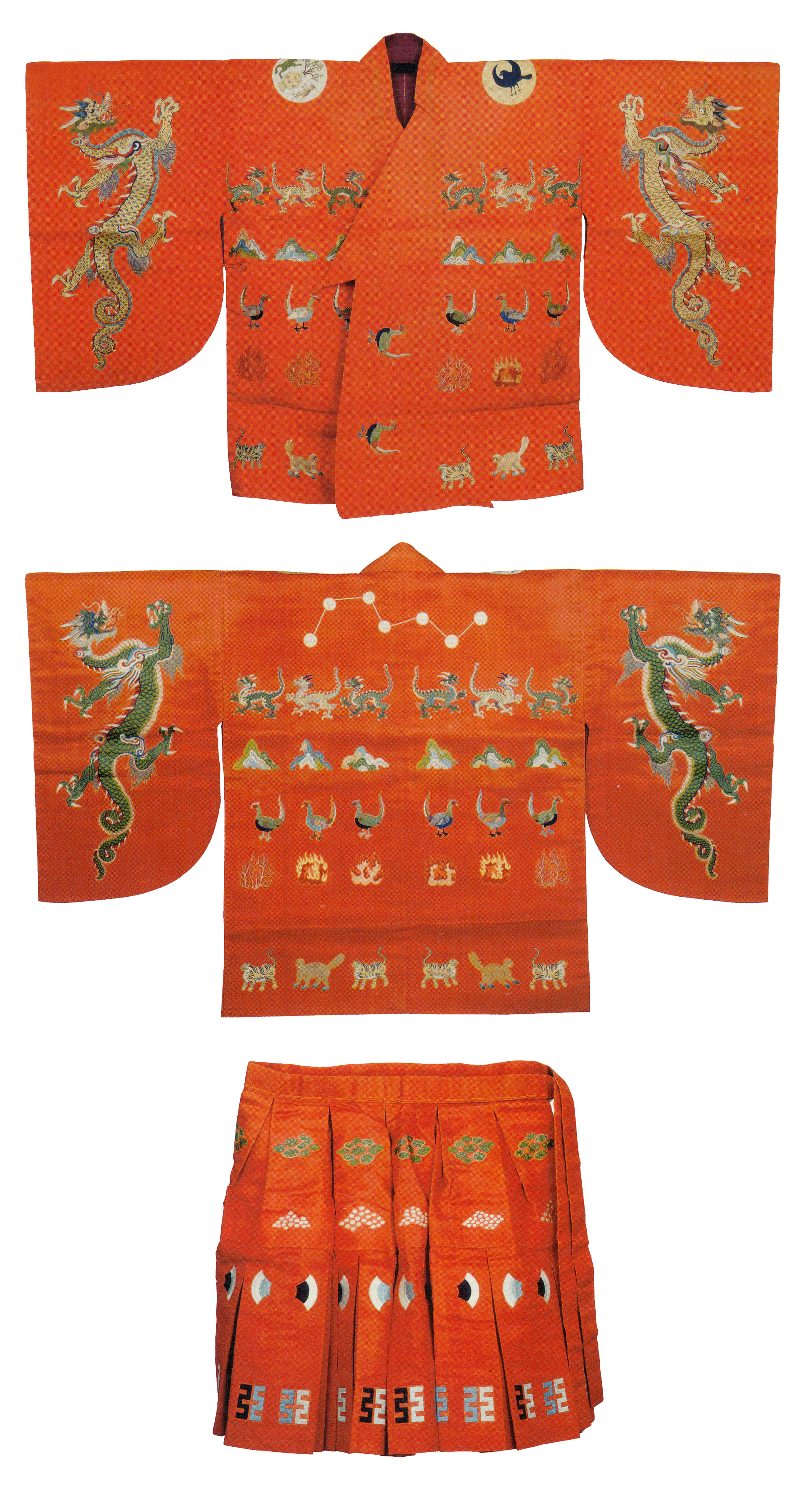
Інтронізаційні шати Імператора Комея (1846).

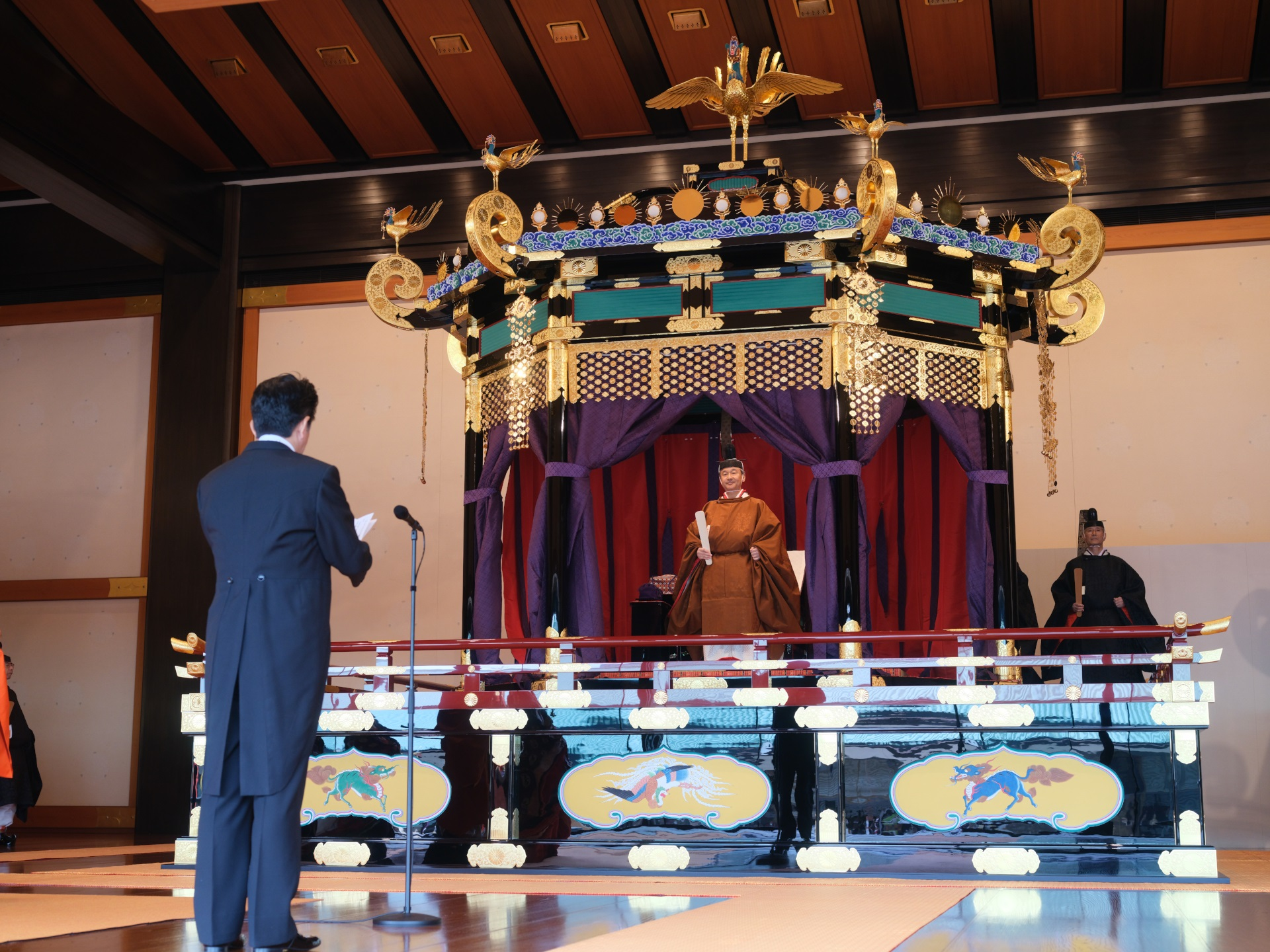
2019

Інтронізація Імператора Японії (яп. 即位, そくい / しょくい, соку-і / сьоку-і, «заступання на посаду») — церемонія публічного проголошення успадкування престолу Імператора Японії новим монархом.

## Короткі відомості
В стародавні часи обряд інтронізації Імператора Японії був складовою церемонії передачі трону. Цей обряд згадується в кодексі Йоро (718), в розділі присвяченому божествам Неба і Землі. В «Анналах Японії» (720) описується інтронізація Імператора-жінки Дзіто, що була проведена 690 року. Під час обряду голова роду Мононобе тримав великий щит, голова роду Накатомі читав молитви божествам Небес, а голова роду Інбе вручав новій правительниці священні регалії Імператорської влади — меч і дзеркало. На інтронізації були присутні сотні чиновників, які плескали в долоні й кланялися Імператору.
За правління Імператора Камму (781—806) обряд інтронізації був проведений за декілька днів поспіль церемонії передачі трону. Відтоді обидва дійства були розділені й виконувалися окремо. Інтронізація стала своєрідною декларацією божествам, духам Імператорських пращурів та населенню Піднебесної, що трон успадкував новий монарх.
В «Церемоніях епохи Конін» (810 — 824) інтронізація представлена як окремий ритуал, незалежний від церемонії передачі країни, а в «Церемоніях епохи Дзьокан» (859—877), складених під впливом танського церемоніалу, описано порядок проведення цього ритуалу. Починаючи з середини 9 століття цей порядок став традиційним.
Інтронізацію проводили наступним чином. В переддень церемонії майбутній монарх відсилав до Святилища Ісе святкове опахало хейхаку, щоби сповістити богиню сонця Аматерасу про успадкування ним японського престолу. Він призначав з такою самою звісткою гінців до гробниць своїх пращурів, а також оглядав свої церемоніальні шати для інтронізації. В день церемонії в палацовому дворі виставляли хоругви з сонцем та місяцем, і прапори на списах із чотирма божествами-охоронцями світу. Новий Імператор з'являвся в парадних шатах, із короною на голові, і сідав на урочисто прибраний трон. Церемоніймейстер-оповісник зачитував декларацію успадкування престолу, а одягнені в церемоніальний одяг цивільні чиновники танцювали, кланяючись на всі боки. Присутні військові, розмахували стягами, і кричали «Многая літа!».
Зазвичай, інтронізація відбувалась у Великій тронній залі, проте 1177 року будівля згоріла і не відбудовувалася. 1180 року, за часів Імператора Антоку, обряд здійснювався у Малій тронній залі, а з 1183 року, після інтронізації Імператора Ґо-Тоби — у приміщенні Великої державної ради. 1500 року Імператор Ґо-Касівабара відновив проведення церемонії у Малій тронній залі.
Від 1869 року, починаючи з інтронізації Імператора Мейдзі, танський стиль і порядок проведення церемонії замінили новим японським. Замість парадних шат з китайською символікою, корони та трону стали використовувати аристократичний церемоніальний одяг, шапку та парадне сидіння. Відповідно до Закону про Імператорський дім 1889 року та Указу про сходження на престол 1909 року інтронізація мусила проводитися восени або взимку у старій японській столиці Кіото.
Новий чинний Закон про Імператорський дім від 1947 року передбачає церемонію інтронізації під час успадкування японського престолу новим монархом.